# جاك غيبولت
جاك غيبولت هو سياسي كندي، ولد في 29 أكتوبر 1936 في مونتريال في كندا. نشط حزبياً في الحزب الليبرالي الكندي. وقد انتخب عضو مجلس العموم الكندي.